# Witness (álbum de Spooky Tooth)
Witness es un álbum de estudio de la banda británica Spooky Tooth. Fue publicado en octubre de 1973 a través de Island Records.

## Recepción de la crítica
Un escritor no especificado de la revista Record World escribió: “Mike Harrison y Gary Wright lideran una sólida formación de Spooky Tooth con excelentes canciones y voces poderosas. «As Long as the World Keeps Turning», «Things Change» y «Sunlight of My Mind» son cortes atractivos del disco producido por el grupo. Rock reflexivo y melódico que es un placer poco común”. Un escritor no especificado de la revista Billboard declaró que la banda, “se eriza con armonías apretadas y rock sólido”. Un escritor no especificado de la revista Cash Box escribió: “La potencia británica tiene todo bajo control en su último LP, el primero en Island. Las fortalezas del grupo, tanto vocales como instrumentales, salen a relucir en este paquete de producción propia. «Ocean of Power», «All Sewn Up» y «Dream Me a Mountain» son [canciones] roqueras pesadas con algunas voces contundentes de Gary Wright. «Sunlight of My Mind» muestra el excelente trabajo de guitarra de Mick Jones mientras cambia de ritmo varias veces. veces en una impresionante demostración de control dinámico. «Pyramids» es una canción evocadora y dramática que es un buen índice de la versatilidad de la banda, el popular quinteto sigue mejorando”.

## Lista de canciones
Todas las canciones escritas y compuestas por Gary Wright, excepto donde esta anotado. 
| Lado uno |                                                 |          |  |
| N.º      | Título                                          | Duración |  |
| 1.       | «Ocean of Power»                                | 4:40     |  |
| 2.       | «Wings on My Heart»                             | 3:31     |  |
| 3.       | «As Long as the World Keeps Turning»            | 3:38     |  |
| 4.       | «Don't Ever Stray Away» (Chris Stewart, Wright) | 3:12     |  |
| 5.       | «Things Change»                                 | 4:15     |  |

| Lado dos |                                    |          |  |
| N.º      | Título                             | Duración |  |
| 1.       | «All Sewn Up» (Mick Jones, Wright) | 3:40     |  |
| 2.       | «Dream Me a Mountain»              | 3:42     |  |
| 3.       | «Sunlight of My Mind»              | 4:52     |  |
| 4.       | «Pyramids» (Mike Kellie, Wright)   | 4:27     |  |

- Los lados uno y dos fueron combinados como pista 1–9 en la reedición de CD.

| Bonus track (2016 Island Records reissue) |                               |          |  |
| N.º                                       | Título                        | Duración |  |
| 10.                                       | «All Sewn Up» (alternate mix) | 4:02     |  |

## Créditos y personal
Créditos adaptados desde las notas de álbum de Witness.
Spooky Tooth
- Mick Jones – guitarra eléctrica y acústica, coros
- Chris Stewart – bajo eléctrico
- Mike Kellie – batería y percusión
- Mike Harrison – voz principal y coros, percusión
- Gary Wright – teclados, sintetizador, voz principal y coros

Personal técnico
- Spooky Tooth – productor
- Brian Humphries – ingeniero de audio
- Tom Wilkes – diseño de portada, fotografía

## Posicionamiento
| Gráfica (1973)                            | Pico de posición |
| ----------------------------------------- | ---------------- |
| Estados Unidos (Billboard Top LPs & Tape) | 99               |
| Estados Unidos (Cash Box Top 100 Albums)  | 65               |
| Estados Unidos (Record World Album Chart) | 74               |